# Сарафановка
Сарафа́новка (рос. Сарафановка) — село у складі Молчановського району Томської області, Росія. Входить до складу Наргинського сільського поселення.

## Населення
Населення — 425 осіб (2010; 544 у 2002).
Національний склад (станом на 2002 рік):
- росіяни — 90 %